# Einar Hólmgeirsson
Einar Friðrik Hólmgeirsson (* 29. März 1982 in Sauðárkrókur, Island) ist ein ehemaliger isländischer Handballspieler. Der Linkshänder spielte auf der Position Rückraum rechts.

## Karriere

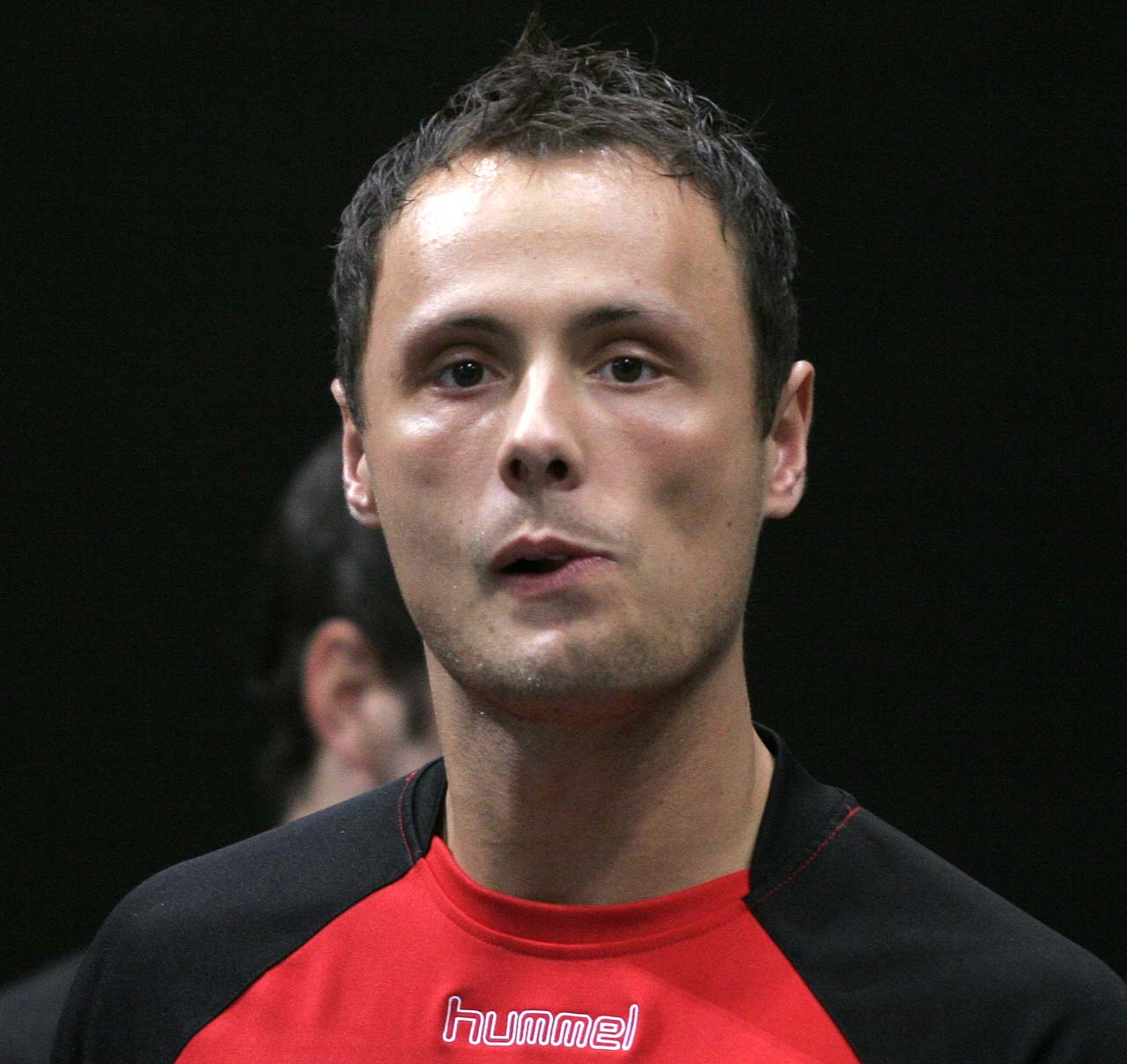
Einar Hólmgeirsson

Einar war bekannt für seine extrem harten, nahezu ansatzlos ausgeführten Würfe. Im Juli 2007 wechselte er nach drei Jahren beim TV Großwallstadt zur SG Flensburg-Handewitt. Bei den Fördestädtern wusste er jedoch nicht zu überzeugen; Im Sommer 2008 kehrte er zum TV Großwallstadt zurück. In der Saison 2010/11 spielte er beim Bundesligaaufsteiger HSG Ahlen-Hamm. Nachdem Einar aufgrund einer Knieverletzung im Anschluss keinen Vertrag erhalten hatte, wurde er schließlich im März 2012 vom SC Magdeburg bis zum Saisonende 2011/12 unter Vertrag genommen. Ab dem Sommer 2013 lief er für Stjarnan auf.
Für die isländische Nationalmannschaft hat er 78 Länderspiele bestritten, in denen er 228 Tore warf. Er nahm an den Europameisterschaften 2006 und 2008 sowie an der Weltmeisterschaft 2005 teil.

## Bundesligastatistik
| Saison    | Verein                 | Spiele | Tore | 7m | Feldtore |
| --------- | ---------------------- | ------ | ---- | -- | -------- |
| 2004/05   | TV Großwallstadt       | 34     | 164  | 1  | 163      |
| 2005/06   | TV Großwallstadt       | 33     | 175  | 0  | 175      |
| 2006/07   | TV Großwallstadt       | ?      | ?    | ?  | ?        |
| 2007/08   | SG Flensburg-Handewitt | 28     | 29   | 0  | 29       |
| 2008/09   | TV Großwallstadt       | 21     | 79   | 0  | 79       |
| 2009/10   | TV Großwallstadt       | 13     | 8    | 0  | 8        |
| 2010/11   | HSG Ahlen-Hamm         | 17     | 64   | 0  | 64       |
| 2011/12   | SC Magdeburg           | 5      | 9    | 0  | 9        |
| 2004–2012 | alle                   | >151   | >528 | ≥1 | ≥527     |

Quelle: Saisonstatistiken der Bundesliga.